# Love Connection Kyushu
『Love Connection Kyushu』（ラヴ・コネクション・キュウシュウ）は、原則として毎年春分の日に九州地区のFMQリーグ加盟各局で放送される特別番組。パーソナリティはBUTCHが務めている。

## ネット局
- エフエム福岡 (FM FUKUOKA)
- エフエム佐賀 (FMS)
- エフエム長崎 (FM Nagasaki)
- エフエム熊本 (FMK)
- エフエム大分 (Air-Radio FM88)
- エフエム宮崎 (JOY FM)
- エフエム鹿児島 (μFM)

以上の7局で同時ネットにて放送される。なお、エフエム山口 (FMY) もFMQリーグ加盟局ではあるが、同局では放送されない。

## 過去の放送

### 2012年 Love Connection Kyushu 2012
- 放送日時：2012年3月20日 13:00 - 15:50
- テーマメッセージ：この春、始めたいこと・“決意”
- アーティスト・クイズ：EXILE、藤巻亮太、三代目J Soul Brothers、秦基博、MONKEY MAJIK、AI
- インタビュー・ゲスト：Crystal Kay、横山剣（クレイジーケンバンド）
- 外部リンク：NTT docomo presents Love Connection Kyushu 2012 [リンク切れ]

### 2015年 Love Connection Kyushu 2015
- 放送日時：2015年2月11日 13:00 - 14:55
- 外部リンク：特別番組のお知らせ [リンク切れ]

### 2017年 Love Connection Kyushu 2017
- 放送日時：2017年3月20日 13:00 - 15:50
- 外部リンク：FMQ-Leagueホリデースペシャル「Love Connection Kyushu 2017」 - ウェイバックマシン（2019年3月27日アーカイブ分）

### 2018年 Love Connection Kyushu 2018
- 放送日時：2018年3月21日 13:00 - 15:50

### 2019年 Love Connection Kyushu 2019〜To All The Dreamers〜
- 放送日時：2019年3月21日 13:00 - 15:50
- ゲスト：fumika、FREAK